# The Celebrated Jumping Frog of Calaveras County

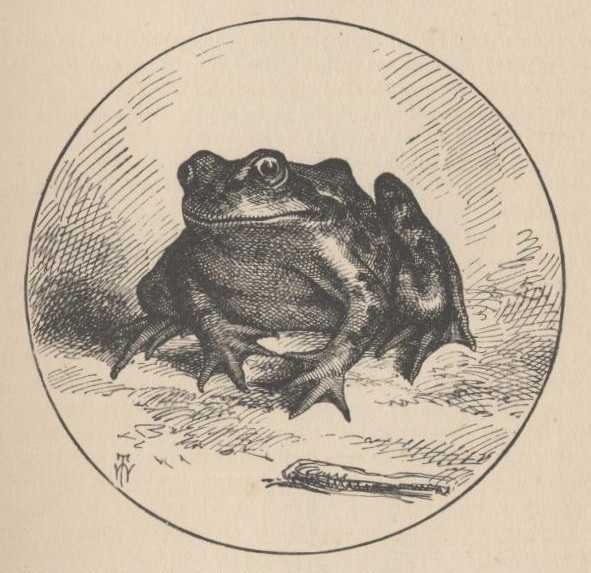
A rã saltadora em ilustração publicada no livro Mark Twains's Sketches, New and Old, de 1875

"The Celebrated Jumping Frog of Calaveras County" ("A célebre rã saltadora do Condado de Calaveras" em português) é um conto escrito por Mark Twain em 1865, seu primeiro grande sucesso como escritor, que lhe rendeu atenção nacional nos Estados Unidos. Foi publicado também como "Jim Smiley and His Jumping Frog" (seu título original) e "The Notorious Jumping Frog of Calaveras County". Nele, o narrador conta a história que ouviu de um bartender, Simon Wheeler, no Angels Hotel em Angels Camp, Califórnia, a respeito de um apostador chamado Jim Smiley. Twain o descreve: "Se visse uma barata encaminhar-se para qualquer parte, queria logo apostar para saber quanto tempo ela levaria para chegar ao ponto do seu destino, e se pegassem na sua palavra iria atrás da barata até o México, sem pensar na distância ou no tempo que iria perder".
The Celebrated Jumping Frog of Calaveras County é também o nome de uma coletânea de contos de Mark Twain. Lançado em 1867, o primeiro livro do escritor reúne 27 histórias publicadas anteriormente em revistas e jornais.